# Trechus cuniculorum
Trechus cuniculorum é uma espécie de insetos coleópteros pertencente à família Carabidae.
A autoridade científica da espécie é Mequignon, tendo sido descrita no ano de 1921.
Trata-se de uma espécie presente no território português.